# Faculté de médecine de Paris-Est-Créteil-Val-de-Marne
La faculté de santé de Créteil est une composante de l’université Paris-Est-Créteil-Val-de-Marne (UPEC, Paris-XII). Elle est implantée dans l'enceinte du CHU Henri-Mondor.

## Historique
La faculté de médecine de Créteil a été fondée en 1970, par arrêté du 21 mars 1970 portant désignation des universités de l'académie de Paris.

## Enseignement
La faculté est composée de départements de formation:
- département des études médicales,
- département universitaire d'enseignement et de recherche de médecine générale (DUERMG)
- département master (biologie-santé et santé),
- département universitaire de formation médicale continue.
- École supérieure Montsouris (formation des cadres de santé),
- institut de formation en ergothérapie.

## Recherche
Les équipes de recherche biomédicale et en santé publique sont rattachées à l'université, à l'INSERM ou à l'hôpital.
Équipes d'accueil universitaires :
- Laboratoire d'investigation clinique : épidémiologie clinique et évaluation médico-économique - EA 4393
- Bioingénierie cellulaire, tissulaire et sanguine à visée thérapeutique (BCTSVT) - EA 3952
- Excitabilité nerveuse et thérapeutique (ENT) - EA 4391
- Analyse du risque dans les systèmes de soins complexes (ARSSC) - EA 4390

Équipes d'accueil universitaires conventionnées CNRS :
- Cibles, biotechnologies, techniques interventionnelles et évaluation pour la régénération tissulaire (CBTIERT) - EAC 4396
- Laboratoire de recherche sur la croissance cellulaire, la réparation et la régénération tissulaires (CRRET) - EAC 4397

Unité mixte de recherche UPEC-INSERM :
- Institut Mondor de recherche biomédicale (IMRB) - UMR-S 955

Structures de recherche hospitalières AP-HP :
- Centre d'investigation clinique (conventionné avec l'INSERM)
- Unité de recherche clinique

### Sources
1. ↑  Arrêté du 21 mars 1970 portant désignation des universités de l'Académie de Paris, publié au JORF du 22 mars 1970
2. ↑  « Départements de formation de la faculté de santé de Créteil » (consulté le 2020)
3. ↑  « Equipes de recherche de la faculté de santé de Créteil », 2020

### Articles plus généraux
Système éducatif français > Études supérieures en France > Université en France